# Козятин (Охтирський район)
Козя́тин —  село в Україні, в Охтирській громаді Охтирського району Сумської області. Населення становить 6 осіб. Орган місцевого самоврядування — Охтирська міська рада.

## Географія
Село Козятин знаходиться на лівому березі річки Ворскла, вище за течією на відстані 2 км розташоване село Залужани, нижче за течією на відстані 2 км розташоване село Пристань. Річка в цьому місці звивиста, утворює лимани, стариці і заболочені озера. До села примикає великий лісовий масив (сосна).

## Населення

### Мова
Розподіл населення за рідною мовою за даними перепису 2001 року:
| Мова       | Кількість | Відсоток |
| ---------- | --------- | -------- |
| українська | 6         | 100%     |